# 佐佐車站
佐佐車站（日语：〔〕／ Saza eki */?）是位於日本長崎縣北松浦郡佐佐町，屬於松浦鐵道西九州線的鐵路車站。

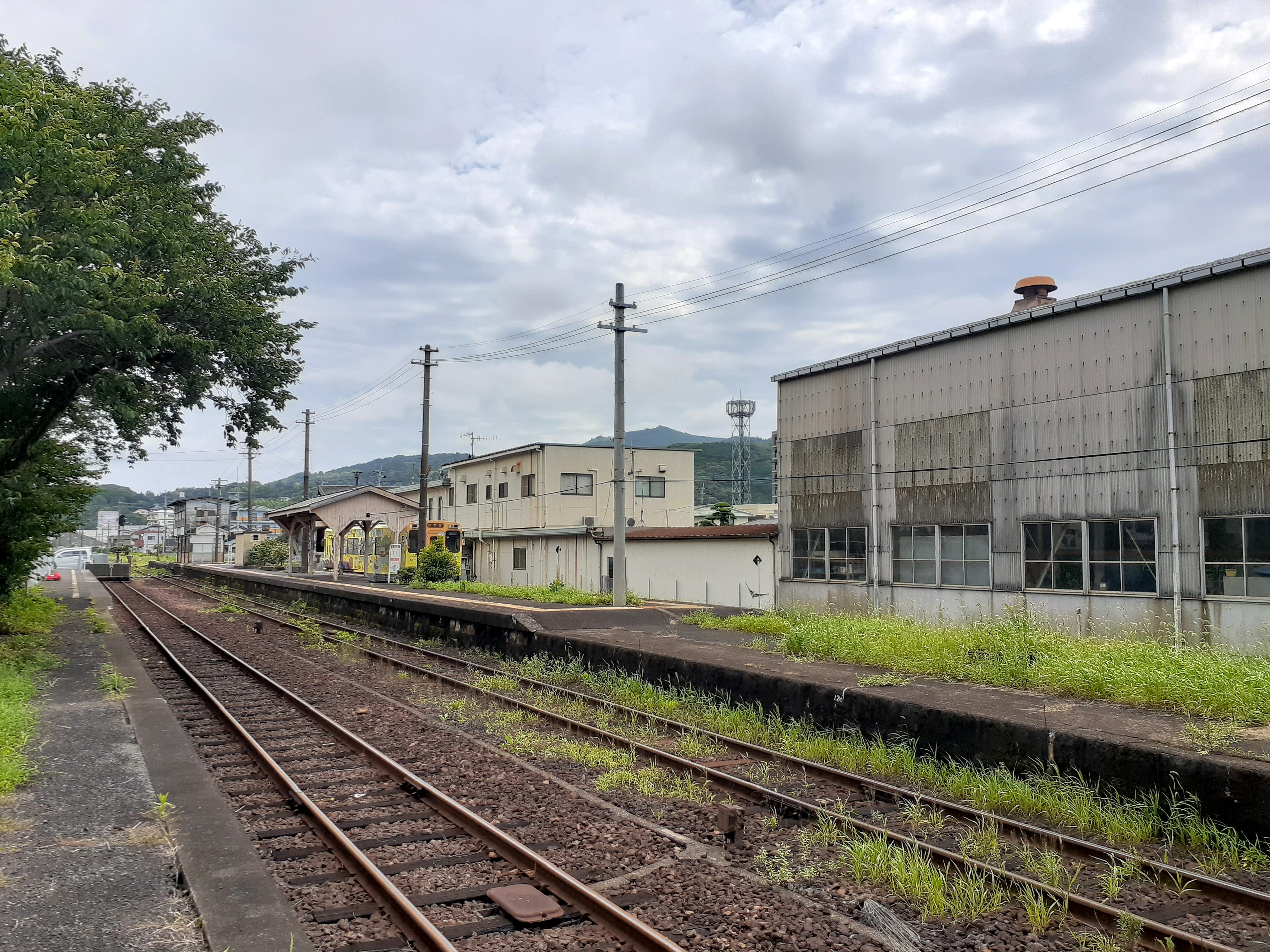
月台（2020年7月）

## 車站構造
本站的月台是由一個1面1線的側式月台和一個1面2線島式月台所構成的複式月台，共兩面三線。而松浦鐵道所屬的佐佐車輛基地也設於站內。

### 月台配置
| 月台 | 路線      | 方向 | 目的地                                        | 備註                                            |
| ---- | --------- | ---- | --------------------------------------------- | ----------------------------------------------- |
| 1    | ■西九州線 | 下行 | 佐世保方向                                    |                                                 |
| 2    | ■西九州線 | 下行 | 佐世保方向                                    | 只限早上2班發車                                 |
| 2    | ■西九州線 | 上行 | 田平平戶口、松浦、伊萬里、伊萬里轉乘 有田方向 |                                                 |
| 3    | ■西九州線 | 下行 | 佐世保、JR佐世保線直通 早岐方向               | 只限早上3班（內有1班直通佐世保線）、晚上1班發車 |

## 車站周邊
- 國道204號
- 西肥自動車佐佐巴士中心
- 佐佐町役場
- 佐佐郵局
- 十八銀行佐佐分店
- 親和銀行佐佐分店

## 歷史
- 1931年12月27日：佐世保鐵道（日语：佐世保鉄道）（國有化後改名為日本鐵道省松浦線）之車站啟用。
- 1971年12月26日：日本國有鐵道的臼之浦線廢線。
- 1982年11月15日：廢止貨物裝卸。
- 1987年4月1日：國鐵分割民營化，車站劃歸由九州旅客鐵道（JR九州）繼承。
- 1988年4月1日：松浦線第三部門化，車站劃歸由松浦鐵道繼承。
- 1991年：目前使用的圓木屋風格車站站房改建完成。
- 1992年7月15日：側式月台重新啟用。

## 相鄰車站
松浦鐵道
西九州線
清峰高校前－佐佐－小浦

## 外部連結
- （日語）松浦鐵道（页面存档备份，存于）